# Kanton La Grand-Croix
La Grand-Croix is een voormalig kanton van het Franse departement Loire. Het kanton maakte deel uit van het arrondissement Saint-Étienne. Het werd opgeheven bij decreet van 26 februari 2014 met uitwerking in 2015.

## Gemeenten
Het kanton La Grand-Croix omvatte de volgende gemeenten:
- Cellieu
- Chagnon
- Doizieux
- Farnay
- La Grand-Croix (hoofdplaats)
- L'Horme
- Lorette
- Saint-Paul-en-Jarez
- La Terrasse-sur-Dorlay
- Valfleury